# Csörgő-patak
A Csörgő-patak a Mátrában ered, Nógrád vármegyében, mintegy 750 méteres tengerszint feletti magasságban. A patak forrásától kezdve északnyugati-nyugati irányban halad, majd Mátrakeresztesnél eléri a Kövecses-patakot. A patak három kisebb vízfolyás összefolyásából keletkezik. A három vízfolyás a következő: Hutahelyi-patak, Nárád-patak és a Gedeon-patak.
A Csörgő-patak vízgazdálkodási szempontból a Zagyva Vízgyűjtő-tervezési alegység működési területét képezi. Itt alakították ki a Csörgő-völgy Erdőretervátumot.

## Élővilága

### Flórája
A patak növényvilágát többek között az alábbi fajok alkotják: berki szellőrózsa (Anemone nemorosa), pannon madárbirs (Cotoneaster matrensis), szálkás tarackbúza (Elymus caninus), kétlevelű árnyékvirág (Maianthemum bifolium), karéjos vesepáfrány (Polystichum aculeatum), sugárkankalin (Primula elatior), gyapjas boglárka (Ranunculus lanuginosus), déli berkenye (Sorbus graeca), szirti gyöngyvessző (Spiraea media).

## Part menti település
- Mátrakeresztes